# Sony Pictures Imageworks
Sony Pictures Imageworks, Inc. è una casa di produzione cinematografica canadese vincitrice di premi Oscar per i suoi lavori su Spider-Man 2 e per il cortometraggio di animazione The Chubbchubbs! (ha ricevuto altre nomination per Spider-Man, L'uomo senza ombra, Stuart Little e Starship Troopers - Fanteria dello spazio). Ha anche realizzato gli effetti speciali per Superman Returns.
La Sony Pictures Imageworks ha cominciato a lavorare nel 1993 e ha realizzato il suo primo lungometraggio di animazione nel 2006 Boog & Elliot a caccia di amici (Open Season); è una divisione della Sony Pictures Digital, che gestisce l'animazione digitale della Sony Pictures Entertainment. La società ha sede in Culver City, California.

## Film di animazione

### Computer grafica
- Boog & Elliot a caccia di amici (Open Season) (2006)
- Surf's Up - I re delle onde (Surf's Up) (2007)

### Animazione digitale in 3D
- Polar Express (The Polar Express) (2004)
- Angry Birds - Il film (The Angry Birds Movie) (2016)
- Troppo cattivi 2 (The Bad Guys 2) (2025)